# Darko Šarić
Darko Šarić (in cirillico: Дарко Шарић?; Pljevlja, 21 ottobre 1970) è un criminale e mafioso montenegrino con cittadinanza serba.
Soprannominato "la primula rossa di Pljevlja", è stato considerato tra i maggiori e più potenti trafficanti internazionali di droga tra l'America meridionale e la Penisola balcanica fino al suo arresto nel 2014, venendo accostato alle figure di Totò Riina e Pablo Escobar.

## Biografia
È nato a Pljevlja il 21 ottobre 1970; ha almeno un fratello minore, Duško. Ancora minorenne, subì una prima condanna nel 1988, seguita da altre condanne nel 1992, nel 1994, nel 1996 e altre due nel 1998. Avrebbe trascorso alcuni anni in Italia, dove avrebbe spacciato consistenti quantità di cocaina a Milano.
Nel 2009 la sua rete di traffico internazionale di droga è stata intaccata dall'operazione Balkan Warrior della Drug Enforcement Administration (DEA) statunitense, in cooperazione con l'Agenzia per la sicurezza e l'informazione serba (BIA) e con la polizia uruguaiana, che ha portato al sequestro di circa 2,8 tonnellate di cocaina al largo della costa dell'Uruguay. Nel corso dell'anno successivo, la squadra mobile della Polizia di Stato a Milano ha arrestato numerosi membri della sua organizzazione, incluso il fratello Duško in Montenegro, impegnati in una rete di traffico di droga tra l'Ecuador e l'Italia per rifornire i fornitori della 'ndrangheta e della Sacra Corona Unita.
Nel 2014 è stato arrestato dalle autorità serbe a Belgrado. Nel 2018, Šarić è stato condannato a 15 anni di carcere per traffico di droga e, nel 2020, ha ricevuto altri 9 anni di carcere per riciclaggio di denaro.